# Nunningen
Nunningen é uma comuna da Suíça, no Cantão Soleura, com cerca de 1.903 habitantes. Estende-se por uma área de 10,27 km², de densidade populacional de 185 hab/km². Confina com as seguintes comunas: Beinwil, Breitenbach, Bretzwil (BL), Fehren, Himmelried, Lauwil (BL), Meltingen, Seewen, Zullwil.
A língua oficial nesta comuna é o Alemão.

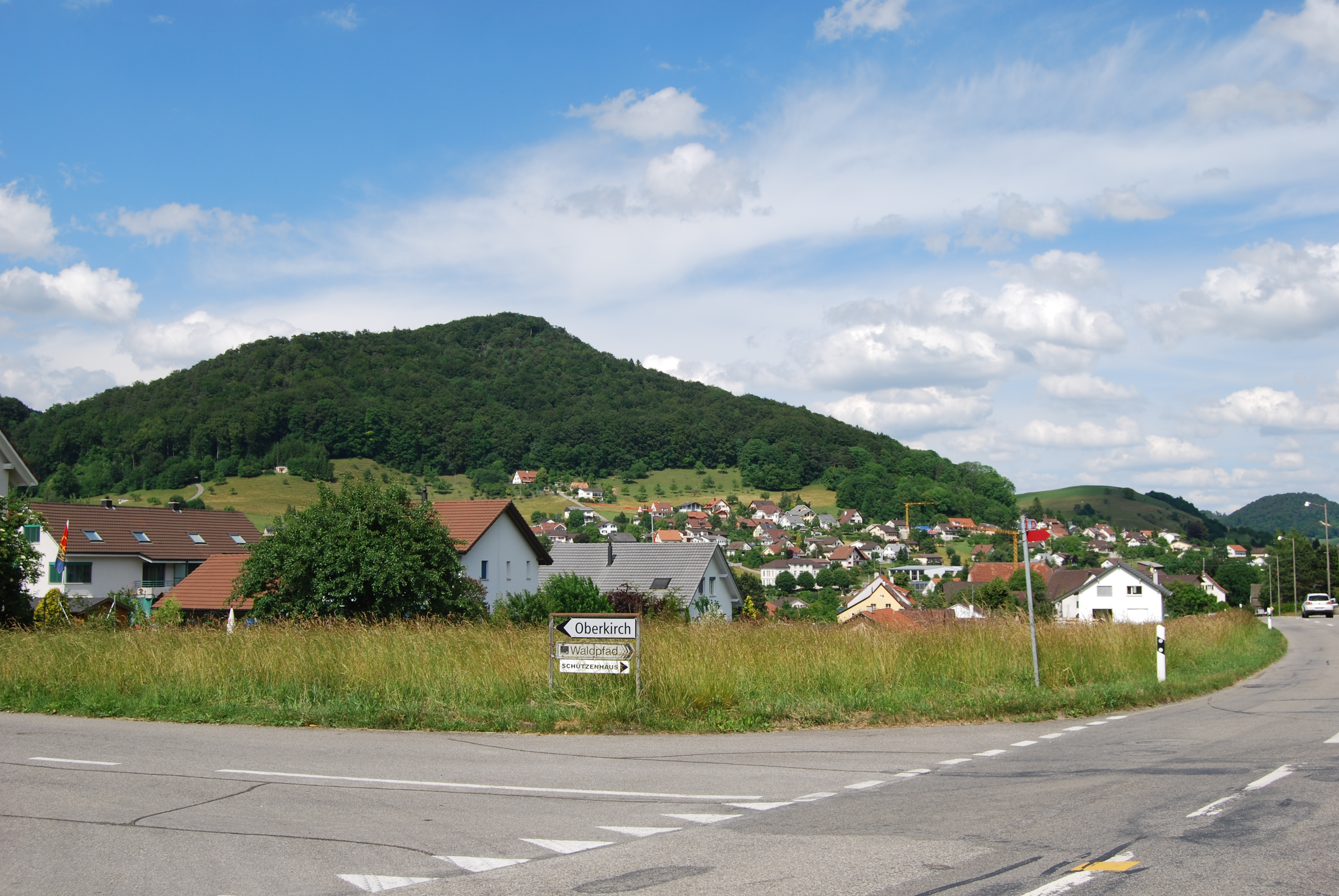
Nunningen.